# Бёркхарт, Эрнест
Эрнест Бёркхарт (англ. Ernest Burkhart; 11 сентября 1892, Гринвилл, Техас — 1 декабря 1986, Кливленд, Оклахома) — американский преступник, участвовавший в убийствах в округе Осейдж вместе со своим дядей Уильямом Хэйлом: он устранял родственников своей жены Молли, чтобы завладеть их нефтяными доходами. В 1926 году был приговорён к пожизненному заключению, но в 1936 году вышел на свободу. Стал одним из героев научно-популярной книги Дэвида Гранна «Убийцы цветочной луны. Нефть. Деньги. Кровь» (2017) и фильма Мартина Скорсезе «Убийца цветочной луны» (2023).

## Биография
Эрнест Бёркхарт родился в 1893 году в семье бедного техасского фермера. В 1912 году он переехал на Индейские территории к своему дяде Уильяму Хэйлу, при котором выполнял всевозможные поручения. Параллельно Бёркхарт работал таксистом и благодаря этому случайно познакомился с индеанкой Молли Кайл, принадлежавшей к племени осейджей и получавшей долю от огромных нефтяных доходов. В 1917 году Эрнест и Молли поженились. В этом браке родились трое детей — Элизабет, Джеймс и Анна (последняя умерла, прожив всего четыре года).
У Молли было три сестры. Одна из них, Минни, скоропостижно умерла в 1918 году, а вторая, Анна Браун, была найдена застреленной в 1921 году. Их доли от нефтяных доходов племени перешли к матери, Лиззи Кайл, но и та умерла спустя всего два месяца от странной болезни. Муж третьей сестры, Билл Смит, заподозрил, что её отравили, и начал расследование. Позднее неизвестные взорвали ночью дом Смитов; Рита Смит погибла на месте, её муж умер в больнице через несколько дней.
Параллельно в округе Осейдж происходили убийства и других богатых индейцев. Белые, которые участвовали в расследовании и пытались увезти в Вашингтон ценные улики, погибали при неясных обстоятельствах. Поэтому ФБР начала большое расследование (1925). Агент Том Уайт обратил внимание на то, что Уильям Хэйл после гибели ряда осейджей оказывался получателем страховых выплат, а Молли Бёркхарт — наследницей долей в нефтяных доходах. Так Эрнест Бёркхарт стал одним из основных подозреваемых: по данным следствия, Хэйл использовал его, чтобы контролировать состояние большой индейской семьи. При этом оставалось неясным, женился ли Бёркхарт на Молли, выполняя приказ дяди, или стал его соучастником позже.
У Уайта появился свидетель, утверждавший, что именно он взорвал дом Смитов по приказу Бёркхарта и Хэйла. В январе 1926 года оба были арестованы. Они ни в чём не сознались, а свидетель был уличён во лжи. Однако в этот самый момент преступник по имени Блэки Томпсон заявил, что Бёркхарт предлагал ему убить Смитов, причём платой за преступление должен был стать автомобиль. После очной ставки Бёркхарт сломался и начал говорить. Он признался в организации убийства Смитов и назвал имя исполнителя (Джона Рэмси), а также имя убийцы Анны Браун — Келси Моррисона.
Во время судебного процесса Бёркхарт сначала отказался от своих показаний, но позже повторил признание. Он был приговорён к пожизненному заключению. Его жена Молли оформила развод, а в 1928 году вышла за другого. В 1937 году Бёркхарт был досрочно освобождён, но после снова получил тюремный срок за ограбление и окончательно вышел на свободу в 1959 году, в возрасте 66 лет. Некоторое время он работал на овцеводческой ферме в Нью-Мексико. В 1966 году Бёркхарт, несмотря на протесты осейджей, добился полного помилования и благодаря этому получил возможность вернуться в Оклахому. Он жил в округе Осейдж вместе с братом Брайаном и умер в глубокой старости в 1986 году.

## В культуре
Эрнест Бёркхарт стал героем научно-популярной книги Дэвида Гранна «Убийцы цветочной луны. Нефть. Деньги. Кровь» (2017). В 2023 году на экраны вышла экранизация этой книги, снятая Мартином Скорсезе — художественный фильм «Убийцы цветочной луны», где Бёркхарта сыграл Леонардо Ди Каприо. Здесь Бёркхарт является центральным персонажем. В центре сюжета его взаимоотношения с женой, Молли Бёркхарт.